# Суперкубок Андорри з футболу 2010
Суперкубок Андорри з футболу 2010 — 8-й розіграш турніру. Матч відбувся 11 вересня 2010 року між чемпіоном Андорри клубом Санта-Колома та володарем кубка Андорри клубом Сан-Жулія. 
| Володар Суперкубка Андорри 2010 |
| ------------------------------- |
|                                 |
| Сан-Жулія Третій титул          |

## Матч

### Деталі
| 11 вересня 2010 |

| Сан-Жулія                                   | 3:2 дч   | Санта-Колома                     |
| ------------------------------------------- | -------- | -------------------------------- |
| Бесора 80' (пен.) Пінту 106' Гонсалвіш 120' | Протокол | К.Урбані 52' Жіменез 117' (пен.) |

| Комуналь д'Айшовалль, Айшовалль |